# وليام شرودر
كان وليام ج. شرودر (1932،جاسبر (إنديانا)-السابع من آب لعام 1986) أحد أوائل المتلقين لقلب صناعي وذلك في العام الثاني والخمسين من عمره. أصبح شرودر في الخامس والعشرين من شهر تشرين الثاني لعام 1974 ثاني انسان متلق للقلب الاصطناعي (قلب صناعي)، حيث أجريت العملية في معهد هيومانا للقلب الدولي الواقع في لويسفل، كنتاكي من قبل الدكتور وليام سي.ديفيرس.

## موته
عانى شرودر بعد ثمانية عشر يوما من إجراء العملية من أول سكتة دماغية متبوعة بسلسلة سكتات دماغية أخرى والتي تركته في النهاية بحالة غيبوبة. لاقى شرودر حتفه في السابع من شهر آب عام 1986 بسبب عدوى في الرئة وذلك بعد عام ومئتين وخمسة وخمسين يوما (ستمئة وعشرين يوما ) من تلقيه جارفيك 7، وكانت هذه أطول مدة بقي فيها شخص بقلب اصطناعي على قيد الحياة في ذلك الوقت.
إن تشكيل شاهد قبر شرودر مصنوع من حجر صوان أسود على هيئة قلبين متطابقين، أحدهما هو صورة محفورة بواسطة أشعة الليزر ل جارفيك 7.